# Eanus
Eanus — род щелкунов из подсемейства Dendrometrinae.

## Описание
Щелкуны мелких или средних размеров. Тело двухцветное, блестящее, выпуклое. Лобный киль разбит на два коротких надусиковых киля. Усики самцов и самок слабопиловидные начиная с четвёртого сегмента. Передний край воротничка переднегруди слабоокрыглый или почти прямой, не доходит до уровня передних углов проплевр. Задний край проплевр с явственной выемкой, бедренные покрышки задних тазиков сужаются по направлению наружу слабо и неравномерно. Все сегменты лапок без лопастинок.

## Экология
Обитают в лесах близ ручьёв и во влажных местах, на влажных лугах близ леса, в тундре.

## Систематика
В составе рода:
- вид: Eanus albertanus Brown, 1930
- вид: Eanus estriatus (LeConte, 1853)
- вид: Eanus granicollis (Van Dyke, 1932)
- вид: Eanus guttatus (Germar, 1817)
- вид: Eanus hatchi Lane, 1938
- вид: Eanus maculipennis LeConte, 1863
- вид: Eanus philippii (Fleutiaux, 1910)
- вид: Eanus singularis (Mannerheim, 1852)
- вид: Eanus striatipennis Brown, 1936